# ازبیزان
ازبیزان روستایی است از توابع بخش خرقان شهرستان زرندیه در استان مرکزی ایران.

## نام روستا
بر اساس گفته های کهنسالان روستا، نام این روستا، « بوزان یا ویزویزان » بوده است که به تدریج به ازبیزان تغییر یافته است.
رودخانه « بیوک چای » که از به هم پیوستن آب چشمه های متعدد به وجود آمده و از کوه اینجی قارا سرچشمه می گیرد از کنار این روستا عبور می کند.

## جمعیت
این روستا در دهستان الویر قرار دارد و براساس سرشماری مرکز آمار ایران در سال ۱۳۸۵، جمعیت آن ۴۵۴ نفر (۱۳۴ خانوار) است.